# Screeching Weasel
Screeching Weasel — панк-рок-группа родом из Чикаго, штат Иллинойс. Группа была образована в 1986 году Бен Визелом и Джон Джагхедом. С момента своего образования, Screeching Weasel распадались и реформировались много раз с многочисленными изменениями в составе. Бен Визел был единственным постоянным членом, хотя Джагхед присутствовал в каждом реформировании группы до 2009 года. В группу также входят гитарист/басист Дэн Шефер и барабанщик Дэн Салливан, которые записывались на шести студийных альбомах, и басист группы Green Day Майк Дёрнт который был короткое время в составе группы.
Screeching Weasel записал 12 студийных альбомов, разделяя время между рядом известных независимых лейблов, таких как Lookout! и Fat Wreck Chords. Несмотря на то что их альбомы не имели особого коммерческого успеха, группа имела большую популярность и является одной из влиятельных групп в панк-среде.

## Участники группы
Действующие участники
- Ben Weasel — lead vocals, guitar (1986—2001; 2004; 2009-present)
- Zac Damon — guitar (1997—1998; 2011-present)
- Dave Klein — bass guitar (2011-present)
- Pierre Marche — drums, percussion (2011-present)
- Mike Hunchback — guitar (2011-present)

Бывшие участники
- John Jughead — guitar, backing vocals (1986—2001; 2004)
- Vinnie Bovine — bass guitar (1986—1988)
- Steve Cheese — drums, percussion (1986—1988)
- Aaron Cometbus — drums, percussion (1988) (two shows)
- Warren Fish — bass guitar (1988—1989)
- Brian Vermin — drums, percussion (1988—1990)
- Dan Vapid — bass guitar, guitar, backing vocals (1989—1994; 1996; 2004; 2009—2011)
- Doug Ward — guitar (1989)
- Dave Naked — bass guitar (1991—1992)
- Scott «Gub» Conway — bass guitar (1992)
- Dan Panic — drums, percussion (1991—1996)
- Johnny Personality — bass guitar (1992)
- Mass Giorgini — bass guitar (1994; 1996—2001; 2004)
- Mike Dirnt — bass guitar (1994)
- Dan Lumley — drums, percussion (1996—2001, 2004)
- Phillip Hill — guitar (2000—2001)
- Simon Lamb — guitar (2009—2010)
- Justin Perkins — bass guitar (2009—2011)
- Adam Cargin — drums, percussion (2009—2011)
- Drew Fredrichsen — guitar (2010—2011)

## Дискография

### Студийные альбомы
- Screeching Weasel (Underdog Records, 1987)
- Boogadaboogadaboogada! (Roadkill Records, 1988)
- My Brain Hurts (Lookout! Records, 1991)
- Ramones (Selfless Records, 1992)
- Wiggle (Lookout! Records, 1993)
- Anthem for a New Tomorrow (Lookout! Records, 1993)
- How to Make Enemies and Irritate People (Lookout! Records, 1994)
- Bark Like a Dog (Fat Wreck Chords, 1996)
- Television City Dream (Fat Wreck Chords, 1998)
- Emo (Panic Button Records, 1999)
- Teen Punks in Heat (Panic Button Records, 2000)
- First World Manifesto (Fat Wreck Chords, 2011)
- Baby Fat Act 1 (Recess Records, 2015)
- Some Freaks Of Atavism (Monona Music LLC, 2020)

### Мини-альбомы
- Screeching Weasel / Moving Targets Split (What Goes On Records, 1988)
- Punkhouse (Limited Potential Records, 1989)
- Pervo Devo (Shred of Dignity Records, 1991)
- Snappy Answers to Stupid Questions (Selfless Records, 1992)
- Happy, Horny, Gay and Sassy (Selfless Records, 1992)
- Screeching Weasel / Pink Lincolns Split (VML Records, 1993)
- Radio Blast (Underdog Records, 1993)
- You Broke My Fucking Heart (Lookout! Records, 1993)
- Screeching Weasel / Born Against (Lookout! Records, 1993)
- Suzanne Is Getting Married (Lookout! Records, 1994)
- Formula 27 (Vermiform Records, 1996)
- Major Label Debut (Panic Button Records, 1998)
- Jesus Hates You (Panic Button Records, 1999)
- Carnival of Schadenfreude (Recess Records, 2011)
- Christmas Eve / New Year’s Eve (Monona Music LLC, 2017)

### Компиляции и сборники
- Kill the Musicians (Lookout! Records, 1995)
- Beat Is on the Brat (Panic Button Records, 1998)
- Thank You Very Little (Panic Button Records, 2000)
- Weasel Mania (Fat Wreck Chords, 2005)
- All Night Garage Sale (Monona Music LLC, 2018)
- Suburban Vermin (Monona Music LLC, 2020)